# Liste der Bodendenkmäler in Rothenbuch
Auf dieser Seite sind die Bodendenkmäler in der unterfränkischen Gemeinde Rothenbuch zusammengestellt. Diese Tabelle ist eine Teilliste der Liste der Bodendenkmäler in Bayern. Grundlage ist die Bayerische Denkmalliste, die auf Basis des Bayerischen Denkmalschutzgesetzes vom 1. Oktober 1973 erstmals erstellt wurde und seither durch das Bayerische Landesamt für Denkmalpflege geführt wird. Die folgenden Angaben ersetzen nicht die rechtsverbindliche Auskunft der Denkmalschutzbehörde.

## Bodendenkmäler der Gemeinde

### Bodendenkmäler in der Gemarkung Rothenbucher Forst
| Lage                          | Objekt                                               | Akten-Nr.     | Bild |
| ----------------------------- | ---------------------------------------------------- | ------------- | ---- |
| Rothenbucher Forst (Standort) | Spätmittelalterliche bis frühneuzeitliche Glashütte. | D-6-6022-0004 |      |

### Bodendenkmäler in der Gemarkung Rothenbuch
| Lage                                 | Objekt | Akten-Nr.     | Bild           |
| ------------------------------------ | --- | ------------- | -------------- |
| Rothenbuch (Standort)                | Spätmittelalterliche bis frühneuzeitliche Glashütte. Siehe auch: mittelalter, neuzeit, Glashütte                                                                 | D-6-6022-0003 |                |
| Rothenbuch (Standort)                | Spätmittelalterliche bis frühneuzeitliche Glashütte. | D-6-6022-0005 |                |
| Rothenbuch (Standort)                | Archäologische Befunde im Bereich des frühneuzeitlichen ehemalige Mainzer Jagdschlosses in Rothenbuch mit mittelalterlicher Wasserburg als Vorgängerbau.         | D-6-6022-0019 | weitere Bilder |
| Rothenbuch Schloßstraße 3 (Standort) | Archäologische Befunde im Bereich der frühneuzeitlichen ehemaligen Schlosskapelle in Rothenbuch mit Körpergräbern im ummauerten Kirchhof. Siehe auch: Körpergrab | D-6-6022-0020 | weitere Bilder |